# Afghanistan-Papiere
Die Afghanistan-Papiere sind Einsatzberichte der Bundeswehr an den Verteidigungsausschuss des Deutschen Bundestages, die mittels eines anonymen Informanten der WAZ-Mediengruppe zugespielt wurden. Die mehr als 5000 eingescannten Seiten wurden von der Zeitungsgruppe online gestellt. Sie behandeln Bundeswehr-Einsätze in der ganzen Welt und stammen aus der Zeit von 2005 bis 2012.
Die Einsatzberichte sind die Grundlage für die wöchentliche Unterrichtung der Öffentlichkeit durch die Bundeswehr.
Am 5. August 2015 nahm die WAZ Gruppe die Afghanistan-Papiere vom Netz, zuvor erging ein Urteil des OLG Köln dazu. Der Bundesgerichtshof (BGH) legte den Fall dem Europäischen Gerichtshof (EuGH) vor. In dem am 29. Juli 2019 veröffentlichten Urteil des EuGH lässt das Gericht Zweifel bei der Frage erkennen, ob die Lageberichte dem Schutz des Urheberrechtes unterliegen. Zudem sagt der EuGH, dass auch der Ausnahmetatbestand der Tagesaktualität bei den Afghanistan-Papieren greifen könnte. Nach dem Urteil des EuGH musste der BGH wieder entscheiden, mit Urteil vom 30. April 2020 hat der erste Zivilsenat entschieden, dass die Bundesrepublik Deutschland die Veröffentlichung der Dokumente „durch die Presse nicht unter Berufung auf das Urheberrecht untersagen kann.“
Der Datensatz wurde auch über mehrere Spiegelserver weiterverbreitet.